# Jiřina Šlezingrová-Škodová
Jiřina Šlezingrová-Škodová, rozená Jiřina Šlezingrová, uváděná též jako Šlezingerová (* 12. dubna 1925, Brno), je česká tanečnice, choreografka, baletní mistryně a pedagožka.

## Život
Narodila se jako čtvrté dítě do hudebně-sportovní rodiny. Už odmala byla velmi talentovaná a na popud učitelky ze školky ji dali rodiče v pěti letech do baletní školy Ivo Váni Psoty. Následující rok začala účinkovat na nejrůznějších tanečních produkcích v Brně včetně divadla a další rok už bylo její jméno na programu operety Alfa & Omega, moderní Robinzonky od Iva Miliče, kde tančila sólo Černouška. Když se Ivo Váňa Psota v roce 1936 vrátil zpět do Brna, uvedlo 20. listopadu Zemské divadlo v divadle na Veveří dětskou inscenaci Černoušek a opička, kde v titulní roli sklidila mimořádný úspěch. Po světové premiéře Prokofjevova baletu Romeo a Julie, ve kterém ztvárnila panoše hraběte Parise, se po konkurzu stala jako čtrnáctiletá členkou Zemského divadla. 13. listopadu 1941 bylo ale toto divadlo okupanty uzavřeno, a tak přešla do brněnského německého divadla, kde tančila velké sólové role do roku 1944, kdy bylo i toto divadlo uzavřeno. Po konci druhé světové války odchází do nového Slezského divadla v Opavě a po roce přebírá s Jiřím Němečkem vedení souboru po Josefu Škodovi. Další rok se ale zpět z USA do Brna vrací Ivo Váňa Psota a s ním do Brna i Jiřina s Jiřím Němečkem a Josefem Škodou. Ve Státním divadle Brno byla do roku 1961, kdy přijala nabídku od svého kolegy Josefa Škody k hostování v Divadle Oldřicha Stibora v Olomouci a od té doby zde zůstala a Josef Škoda se v roce 1962 stal jejím manželem.
Během svého působení v divadlech ztvárnila více než padesát rolí od klasického do soudobého repertoáru s dramatickými nebo i komickými charaktery. Představila se v rolích, jako například Jaro ve Slovanských tancích, Svanilda v Coppélii, Odilie v Labutím jezeře, Mášenka v Louskáčkovi, Pierre v Plamenech Paříže, Smeraldina ve Sluhovi dvou pánů, Sjumbika v Šurale, Mefistofela v Doktoru Faustovi, Kateřina v Kamenném kvítku, Květinářka v Pierotovi, ale i titulní role v Šípkové Růžence, Popelce, Zlaté kačce a v mnoho dalších inscenacích.
Také hostovala i v zahraničí, například ve Varšavě, Berlíně, Paříži a v roce 1938 tančila českým dětem ve Vídni na koncertě zorganizovaným spolkem Komenský. Po odchodu z divadla v roce 1977 se věnovala pedagogické práci v Olomouci, kde vedla i krasobruslařský oddíl. Za svou práci obdržela za rok 2007 Cenu Thálie za celoživotní mistrovství v kategorii balet a pantomima a jiný tanečně dramatický žánr. V roce 2008 obdržela Cenu města Brna a v roce 2014 byla uvedena do Síně slávy Národního divadla Brno.

## Ocenění
- 1969 zasloužilý umělec
- 2007 Cena Thálie za celoživotní taneční mistrovství
- 2008 Cena města Brna